# Milot Rashica
Milot Rashica (Vushtrri, 28 juni 1996) is een Kosovaars-Albanees profvoetballer die doorgaans als rechtsbuiten speelt. Rashica debuteerde in 2016 eerst in het Albanees en vervolgens in het Kosovaars voetbalelftal.

## Clubcarrière
In de jeugd kwam Rashica uit voor Vushtrria, waar hij vanaf 2013 ook voor het eerste elftal uitkwam. Hij won met zijn club de Superliga 2013/14. Scout Postema van Vitesse kwam Rashica op het spoor tijdens een scoutingreis in Oost-Europa. Het scoutingwerk resulteerde in een proefperiode van Rashica bij Vitesse eind 2014. Na deze proefperiode tekende Rashica in februari 2015 een contract voor drie seizoenen bij Vitesse, met een optie voor twee extra seizoenen.
Rashica debuteerde op 30 juli 2015 voor Vitesse, in de derde voorronde van de Europa League uit tegen Southampton. Tevens won hij met Vitesse in 2017 de bekerfinale met 2-0 van AZ. Door dit resultaat won de club voor het eerst in hun 125-jarig bestaan de KNVB Beker. Als bekerwinnaar mocht Vitesse op 5 augustus 2017 spelen om de Johan Cruijff Schaal 2017 tegen landskampioen Feyenoord. Het duel eindigde na reguliere speeltijd in 1-1. Vitesse verloor daarna na strafschoppen (4-2).

## Clubstatistieken*
| Seizoen         | Club               | Competitie       | Competitie | Competitie | Beker | Beker | Internationaal | Internationaal | Totaal | Totaal |
| Seizoen         | Club               | Competitie       | Wed.       | Dlp.       | Wed.  | Dlp.  | Wed.           | Dlp.           | Wed.   | Dlp.   |
| --------------- | ------------------ | ---------------- | ---------- | ---------- | ----- | ----- | -------------- | -------------- | ------ | ------ |
| 2013/14         | KF Kosova Vushtrri | Superliga        | 5          | 2          |       |       | —              | —              | 5      | 2      |
| 2014/15         | KF Kosova Vushtrri | Superliga        | 16         | 7          |       |       | —              | —              | 16     | 7      |
| 2015/16         | Vitesse            | Eredivisie       | 31         | 8          | 1     | 0     | 2              | 0              | 34     | 8      |
| 2016/17         | Vitesse            | Eredivisie       | 33         | 2          | 6     | 2     | —              | —              | 39     | 4      |
| 2017/18         | Vitesse            | Eredivisie       | 20         | 3          | 1     | 0     | 6              | 0              | 27     | 3      |
| 2017/18         | Werder Bremen      | Bundesliga       | 9          | 1          | 1     | 0     | —              | —              | 10     | 1      |
| 2018/19         | Werder Bremen      | Bundesliga       | 26         | 9          | 4     | 3     | —              | —              | 30     | 12     |
| 2019/20         | Werder Bremen      | Bundesliga       | 30         | 8          | 4     | 3     | —              | —              | 19     | 10     |
| 2020/21         | Werder Bremen      | Bundesliga       | 24         | 3          | 2     | 0     | —              | —              | 29     | 3      |
| 2021/22         | Norwich City       | Premier League   | 31         | 1          | 4     | 1     | —              | —              | 35     | 2      |
| 2022/23         | Norwich City       | EFL Championship | 4          | 0          | 1     | 0     | —              | —              | 5      | 0      |
| 2022/23         | → Galatasaray      | Süper Lig        | 26         | 4          | 4     | 2     | —              | —              | 30     | 6      |
| 2023/24         | Beşiktaş           | Süper Lig        | 29         | 5          | 6     | 0     | 6              | 0              | 41     | 5      |
| 2024/25         | Beşiktaş           | Süper Lig        | 28         | 3          | 5     | 0     | 8              | 2              | 41     | 5      |
| 2025/26         | Beşiktaş           | Süper Lig        | 0          | 0          | 0     | 0     | 1              | 0              | 1      | 0      |
| Carrière totaal | Carrière totaal    | Carrière totaal  | 312        | 56         | 39    | 11    | 23             | 2              | 362    | 68     |

Bijgewerkt tot en met 3 augustus 2024.

## Internationaal
Rashica speelde voor diverse jeugdelftallen van Albanië en het officieuze elftal van Kosovo. Hij debuteerde op 29 maart 2016 in het Albanees voetbalelftal. Hij viel die dag in de tweede helft in voor Ledian Memushaj tijdens een met 2-0 gewonnen oefeninterland thuis tegen Luxemburg.
Op 15 augustus 2016 maakte Rashica via Twitter bekend te zullen uitkomen voor het Kosovaarse nationale elftal. Aangezien dit een nieuw elftal is mag Rashica nog van land wisselen, ook al kwam hij al enkele keren uit voor het Albanese elftal. Op maandag 5 september 2016, enkele uren voor de aftrap van de eerste WK-kwalificatiewedstrijd van Kosovo in en tegen Finland, kreeg Rashica officieel toestemming van de wereldvoetbalbond (FIFA) om de kleuren van het nieuwe lid Kosovo te verdedigen. Bondscoach Albert Bunjaki mocht voortaan tevens een beroep doen op Alban Meha, Amir Rrahmani en Herolind Shala.

## Erelijst
Met  Vushtrria
| Competitie           | Winnaar | Winnaar | Runner-up | Runner-up |
| Competitie           | Aantal  | Jaren   | Aantal    | Jaren     |
| -------------------- | ------- | ------- | --------- | --------- |
| Nationaal            |         |         |           |           |
| Raiffeisen Superliga | 1x      | 2013/14 |           |           |

Met  Vitesse
| Competitie           | Winnaar | Winnaar | Runner-up | Runner-up |
| Competitie           | Aantal  | Jaren   | Aantal    | Jaren     |
| -------------------- | ------- | ------- | --------- | --------- |
| Nationaal            |         |         |           |           |
| KNVB Beker           | 1x      | 2016/17 |           |           |
| Johan Cruijff Schaal |         |         | 1x        | 2017      |

Met  Galatasaray

| Competitie | Winnaar | Winnaar | Runner-up | Runner-up |
| Competitie | Aantal  | Jaren   | Aantal    | Jaren     |
| ---------- | ------- | ------- | --------- | --------- |
| Nationaal  |         |         |           |           |
| Süper Lig  | 1x      | 2022/23 |           |           |